# Je zal het maar hebben
Je zal het maar hebben (Tú només ho tens) és un programa de televisió de BNNVARA (abans BNN) que s'emet als Països Baixos des de 2001. El programa se centra en joves amb una determinada malaltia, trastorn o discapacitat que expliquen la seva vida.
Les quatre primeres temporades van ser presentades per Patrick Lodiers, les tres següents per Ruben Nicolai. Valerio Zeno es va fer càrrec de les següents temporades. Tim Hofman va presentar el programa de la temporada 14 a la 17. A partir del 2019 el programa serà presentat per Jurre Geluk.

## Premis
El 2003 l'episodi De Hoofdprijs va guanyar a la categoria Info(tainment) i fou nominat al Gouden Beeld. El 2005 va obtenir un dels Premis Ondas 2005 internacionals de televisió.